# Platthy Iván
Platthy Iván (Budapest, 1939. február 8. –) tanár, közszolgálati szakpolitikus, címzetes államtitkár.

## Életpályája
Platthy Iván Budapesten született, pedagógusszülők ötödik gyermekeként. Kisgyermekkorának egy részét Kárpátalján töltötte, ahol édesapja, Platthy György tanár és festőművész 1942 és 1944 között az ungvári ipari iskola igazgatója volt. A háború vége felé a front elől Baranyába menekültek, ezért alap- és középfokú iskoláit már Mecseknádasdon, illetve Pécsett végezte. Érettségi után egy évig az egyik mecseki szénbányában dolgozott csillésként, majd a Bajai Tanítóképző Főiskolán szerzett diplomát.
A hatvanas években Táborfalván tanított, közben a Pécsi Tanárképző Főiskolán kiegészítő felsőfokú tanulmányokat folytatott. 
1972-től a dabasi Járási Hivatal Művelődésügyi Osztályának felügyelője. 1978-tól 1982-ig a Minisztertanács Tanácsi Hivatalának osztályvezetője. 1982. február 16-tól a Művelődési Minisztérium a tanácsi és koordinációs önálló osztályának vezetője, 1986-tól a minisztérium főosztályvezetője. 
A Németh-kormány idején, 1989. július 6-án kérte fel Glatz Ferenc kultuszminiszter, hogy az Állami Egyházügyi Hivatal jogutód nélküli megszűnését követően szervezze meg az állam és az egyházak közötti koordinálást. Ekkor került az Egyházi Kapcsolatok Főosztályának élére. Feladata az állam és az egyházak közötti kapcsolattartással összefüggő kormányzati teendők, valamint a kormány egyházpolitikai döntéseinek előkészítéssel és végrehajtással kapcsolatos munkájának ellátása volt. Az Antall- és Boross-kormány idején is hivatalában maradt. 1995-ben, a Horn-kormány idején Göncz Árpád köztársasági elnök a Miniszterelnöki Hivatal egyházi ügyekért felelős címzetes államtitkárává nevezte ki. Ebből a tisztségéből 1998. július 9-én mentették fel.

## Díjai, elismerései
- 1985: „Szocialista kultúráért kitüntetés” a Művelődési Minisztériumtól[1]
- 1996: Máltai Lovagrend érdemrendjének parancsnoki fokozata kitüntetés a Szuverén Máltai Lovagrendtől[2]
- 1998: Pro Dioecesi Vaciensi díj Keszthelyi Ferenc váci megyéspüspöktől.[3]